# フランコフォニー国際機関
フランコフォニー国際機関（フランコフォニーこくさいきかん、仏: Organisation Internationale de la Francophonie、英: International Organization of La Francophonie、OIF）は、世界中の様々な文化圏に属する、民主主義や人権といった普遍的な価値観とフランス語とを共有する国・地域の総体であるフランコフォニーの名を冠した国際機関である。

## 概要

拡大過程

フランコフォニー国際機関に加盟している国・地域はフランス語圏に限定されず、英語圏やポルトガル語圏（カーボヴェルデやサントメ・プリンシペ）、アラビア語圏（チュニジアやモロッコなど）の国もあるため「フランコフォニー国際機関の加盟国＝フランス語圏」とは必ずしも言い切れない。
ケベック州（フランス語のみが公用語）とニューブランズウィック州（英仏両語を公用語とする）を除いて基本的には英語が優勢なカナダも、両州が州単位で参加しているのに加え、カナダとしても参加をしている。
ベトナムやラオスなどのように旧フランス植民地といえどもフランス語を公的な場で使用することがほとんどない国や、南欧のギリシャやアフリカのエジプトなどのようにフランスの植民地や保護領にすらなったことのない国もある。そしてオブザーバーとして東欧のポーランド、チェコ、スロヴァキアや、ドイツ語圏に属するオーストリア、スペイン語圏に属するメキシコ、アルゼンチンやウルグアイ、東南アジアでは例外的に各勢力からの独立を維持してきたタイ王国、東アジアからは韓国も加わっている。
しかし、旧フランス海外領地の一つであるアルジェリアは、フランス語が比較的通用するが政治的な理由などで加盟していない。
日本とは2008年5月29日に協力に関する共同文書へ署名している。

## 沿革
1970年～1997年：文化技術協力機関（Agence de coopération culturelle et technique、ACCT）
1970年3月20日（後のフランコフォニー週間の起源）、旧フランス領だった各国の指導者である、セネガルのレオポルド・セダール・サンゴール、チュニジアのハビーブ・ブルギーバ、ニジェールのアマニ・ディオリ、カンボジアのノロドム・シハヌークにより、ニジェールの首都ニアメで設立された。
その後、カナダのフランス語圏であるケベック州が加わり、1970年代になると同じくカナダの首相であるピエール・トルドーがサミット構想を掲げた。
かつての「本国」フランスは、この動きを新たな植民地政策につながりかねないとして積極的に関わらなかったが、ケベック州の仲介などでフランソワ・ミッテラン大統領期の1986年に第1回サミット開催を引き受けてから積極的に参加するようになった。
1998年～2005年：フランコフォニー政府間機関（Agence intergouvernementale de la francophonie、AIF）
1997年の第7回フランコフォニー・サミット（ベトナム・ハノイ）で改組が決定され、新設のフランコフォニー事務総長（初代）にブトロス・ブトロス＝ガーリ前国際連合事務総長が選任された（在任：～2002年）。
2002年の第9回フランコフォニー・サミット（レバノン・ベイルート）で、続く第2代フランコフォニー事務総長にアブドゥ・ディウフ前セネガル共和国大統領が選任された（在任：2003年～2014年）。
2006年～：フランコフォニー国際機関（Organisation internationale de la francophonie、OIF）
2005年のフランコフォニー閣僚会議で改組が決定された。
2015年から第3代の事務総長としてミカエル・ジャン前カナダ総督が（在任：～2018年）、続く第4代にルイーズ・ムシキワボ前ルワンダ外相（在任：2019年～現在）が、それぞれ選任されている。ムキシワボは2022年11月19日、無投票で再選された。

## 組織
フランコフォニー・サミット
2年に一度サミット加盟国のいずれかで開催される首脳会談。フランコフォニー国際機関の基本方針が決定される。参加国は2010年時点でオブザーバーを含め75カ国。過去に行われたサミット開催地と開催年は次の通り。
| 回次   | 開催時期   | 開催場所                       | 備考、出典                       |
| ------ | ---------- | ------------------------------ | -------------------------------- |
| 第1回  | 1986年     | フランス、パリ                 |                                  |
| 第2回  | 1987年     | カナダ、ケベックシティー       |                                  |
| 第3回  | 1989年     | セネガル、ダカール             |                                  |
| 第4回  | 1991年     | フランス、パリ                 |                                  |
| 第5回  | 1993年     | モーリシャス、ポートルイス     |                                  |
| 第6回  | 1995年     | ベナン、コトヌー               |                                  |
| 第7回  | 1997年     | ベトナム、ハノイ               |                                  |
| 第8回  | 1999年     | カナダ、モンクトン             |                                  |
| 第9回  | 2002年     | レバノン、ベイルート           |                                  |
| 第10回 | 2004年     | ブルキナファソ、ワガドゥグー   |                                  |
| 第11回 | 2006年     | ルーマニア、ブカレスト         |                                  |
| 第12回 | 2008年     | カナダ、ケベックシティー       |                                  |
| 第13回 | 2010年     | スイス、モントルー             | [ 8 ] [ 9 ]                      |
| 第14回 | 2012年     | コンゴ民主共和国、キンシャサ   | [ 10 ]                           |
| 第15回 | 2014年11月 | セネガル、ダカール             | [ 11 ]                           |
| 第16回 | 2016年11月 | マダガスカル、アンタナナリボ   |                                  |
| 第17回 | 2018年10月 | アルメニア、エレバン           |                                  |
| 第18回 | 2022年     | チュニジア、ジェルバ島         | 当初2020年開催予定だったが延期。 |
| 第19回 | 2024年10月 | フランス、ヴィレ＝コトレとパリ |                                  |
| 第20回 | 2026年予定 | カンボジア                     |                                  |

2010年スイスのサミットでは、首脳らは、開幕式の挨拶の後は、観光に専念した。サミットの形骸化が批判されている。
フランコフォニー閣僚会議（Conférence ministérielle de la francophonie、CMF）
加盟国外相が参加する総合的な会議とそれ以外の閣僚が参加する専門会議がある。総合会議はサミット首脳会談で取りあげる議題やOIFの組織の在り方についてやサミットの加盟申請国の承認などを討議する。専門会議は文化や子ども、女性や環境問題、情報化、スポーツ、持続的発展など個別の問題について討議する。
フランコフォニー常任理事会（Conseil permanent de la francophonie、CPF）
事務総長の発議により、加盟国政府の代表者が参加し、事務総長の主宰で行われる会議。その役割はサミットの準備および決定事項が執行されているかの確認が主である。
フランコフォニー事務総長
1997年より常設されているOIFの最高執行機関。初代事務総長はエジプトのB.ブトロス・ガリ前国連事務総長（1997年-2002年）。現在は4代目のルイーズ・ムシキワボ（元ルワンダ外相）。
フランコフォニー・オペレーター
フランコフォニー大学機関（AIF）、TV5MONDE（フランス語による国際放送テレビ局）、アレキサンドリア・サンゴール大学、フランコフォニー市長国際協会（AIMF）などがある。
その他の機関
フランコフォニー議会大会、フランス語圏競技大会国際委員会などがある。

## 参加国・地域

2018年時点での加盟国
加盟国
準加盟国
オブザーバー
資格停止中

2024年10月現在、加盟国56、準加盟国5、オブザーバー32の計93の国・地域が参加している。
2025年3月、正加盟国のブルキナファソ、ニジェール、マリ共和国が相次いで脱退を発表した。

### 加盟国
ヨーロッパ
西欧
-  アンドラ
-  ベルギー
  -  フランス語ワロン＝ブリュッセル共同体（ベルギー連邦政府とは別個に参加）

-  キプロス（2006年に準加盟、2024年に正式加盟） - イギリス連邦にも参加
-  フランス
-  ギリシャ
-  ルクセンブルク
-  モナコ
-  スイス

中東欧（旧ソビエト連邦構成共和国であった東ヨーロッパエリア2ヶ国を含む）
-  アルバニア
-  ブルガリア
-  北マケドニア
-  モルドバ
-  ルーマニア

アフリカ
-  ベナン（旧フランス領西アフリカ）
-  ブルキナファソ（旧フランス領西アフリカ） - 2022年の軍事クーデターにより加盟資格停止、2025年3月に脱退を発表
-  ブルンジ
-  カーボベルデ
-  カメルーン - イギリス連邦にも参加
-  中央アフリカ（旧フランス領赤道アフリカ）
-  コモロ（旧フランス領西アフリカ）
-  コンゴ共和国（旧フランス領赤道アフリカ）
-  コンゴ民主共和国
-  コートジボワール（旧フランス領西アフリカ）
-  ジブチ（旧フランス領アファル・イッサ）
-  エジプト
-  ガボン（旧フランス領赤道アフリカ）
-  ガーナ（2006年に準加盟、2024年に正式加盟） - イギリス連邦にも参加
-  ギニア（旧フランス領西アフリカ） - 2021年軍事クーデターにより加盟資格停止、2024年に復帰
-  ギニアビサウ
-  赤道ギニア
-  マダガスカル（旧フランス領マダガスカル）
-  マリ（旧フランス領西アフリカ） - 2020年軍事クーデターにより加盟資格停止、2025年3月18日に脱退を発表
-  モロッコ（旧フランス保護領モロッコ）
-  モーリシャス - イギリス連邦にも参加
-  モーリタニア（旧フランス領西アフリカ）
-  ニジェール（旧フランス領西アフリカ） - 2023年軍事クーデターにより加盟資格停止、2025年3月17日に脱退を発表
-  ルワンダ - イギリス連邦にも参加
-  サントメ・プリンシペ
-  セネガル（旧フランス領西アフリカ）
-  セーシェル - イギリス連邦にも参加
-  チャド（旧フランス領赤道アフリカ）
-  トーゴ（旧フランス領トーゴランド）
-  チュニジア（旧フランス保護領チュニジア）

アジア・オセアニア（コーカサスの2ヶ国を含む）
-  アルメニア
-  カンボジア（旧 フランス領インドシナ）
-  ラオス（旧 フランス領インドシナ）
-  レバノン（旧フランス委任領レバノン）
-  バヌアツ
-  ベトナム（旧 フランス領インドシナ）

アメリカ州・カリブ地域
-  カナダ - イギリス連邦にも参加
  -  ケベック州（カナダ連邦政府とは別個に参加）
  -  ニューブランズウィック州（同上）

-  ドミニカ国 - イギリス連邦にも参加
-  ハイチ
-  セントルシア - イギリス連邦にも参加

### 準加盟
アジア・オセアニア
-  アラブ首長国連邦
-  カタール
-  ニューカレドニア（フランス領）

ヨーロッパ
-  セルビア
-  コソボ

### オブザーバー
ヨーロッパ
-  オーストリア
-  ボスニア・ヘルツェゴビナ
-  クロアチア
-  エストニア
-  ハンガリー
-  アイルランド
-  ラトビア
-  リトアニア
-  マルタ
-  モンテネグロ
-  ポーランド
-  チェコ
-  ザールラント州（ドイツの州） - 2024年参加
-  スロバキア
-  スロベニア
-  ウクライナ

アフリカ
-  アンゴラ - 2024年参加
-  ガンビア
-  モザンビーク - イギリス連邦にも参加

アジア・オセアニア
-  韓国（オブザーバー）
-  ジョージア
-  フランス領ポリネシア（フランス領） - 2024年参加
-  タイ

アメリカ州・カリブ地域
-  アルゼンチン
-  ノバスコシア州（カナダの州） - 2024年参加
-  オンタリオ州（カナダの州）
-  チリ - 2024年参加
-  コスタリカ
-  ルイジアナ州（アメリカ合衆国の州）
-  ドミニカ共和国
-  メキシコ
-  ウルグアイ